# 弘経寺 (取手市)
弘経寺（ぐぎょうじ）は、茨城県取手市にある浄土宗の寺院。

## 歴史
1414年（応永21年）、嘆誉良肇によって開山された。茨城県内で「弘経寺」と称する浄土宗の寺は、他に常総市の弘経寺と結城市にある弘経寺の2寺があり、当寺を含めて「関東の三弘経寺」と称された。当初は常総市の弘経寺の隠居寺という位置づけであった。
1590年（天正18年）、関東地方の新領主となった徳川家康は当寺に立ち寄り、当時の住職が有徳であったことから、家康より寺領30石の朱印状が与えられた。以降、当寺は寺運興隆し、当寺より徳川将軍家の菩提寺である増上寺法主を輩出している。

## 交通アクセス
- 取手駅より徒歩15分。